# The Ghost of the Rancho
The Ghost of the Rancho er en amerikansk stumfilm fra 1918 af William Worthington.

## Medvirkende
- Bryant Washburn som Jeffrey Wall
- Rhea Mitchell som Mary Drew
- Joseph J. Dowling